# 分子晶体
分子晶體指的是物質内部由范德华力（又稱作范德瓦耳斯力或分子間作用力）將分子结合起来的固體物質。

## 构成
晶体的内部由分子构成，大多数非金属单质（少数如Si等除外）、它们的化合物以及大多数有机物在处于固态时都属于分子晶体。其内部各个分子间由一种不是化学键的分子间作用力相互吸引，结合成晶体。

## 性质
分子晶体的熔沸点一般比较低，且固態與液態均不導電。若要比较不同分子晶体的熔沸点的高低，则有以下几个方法：

### 比较相对分子质量
相对分子质量越大，该晶体的熔沸点就高。
例如：熔沸点 F
2 < Cl
2 < Br
2 < I
2

### 比较氢键
含有氢键的晶体熔沸点比不含氢键的晶体的沸点大得多。例如：水（H
2O）的熔沸点比氯化氢（HCl）的熔沸点高得多，这时因为水分子中H与其他水分子中的O结合紧密，形成了氢键。而氯化氢分子中则没有这种结构。
冰的性質
1.冰的密度較水為低。
-在冰的結構中，水分子與水分子之間的距離較液態水中的遠，故整個結構會佔據較大的體積。
-當冰溶化時，敞開結構瓦解，水份只會較緊密地裝填。
2.與其他相對分子質量相近的物質比較，冰的熔點相對較高。
冰是少數固态能浮於液态（水）的物质